# Бевилер (Мерт и Мозел)
Бевилер (фр. Beuvillers) насеље је и општина у североисточној Француској у региону Лорена, у департману Мерт и Мозел која припада префектури Брије.
По подацима из 2011. године у општини је живело 361 становника, а густина насељености је износила 60,67 становника/km². Општина се простире на површини од 5,95 km². Налази се на средњој надморској висини од 367 метара (максималној 391 m, а минималној 332 m).

## Демографија
| 1962. | 1968. | 1975. | 1982. | 1990. | 1999. | 2011. |
| ----- | ----- | ----- | ----- | ----- | ----- | ----- |
| 243   | 275   | 272   | 329   | 282   | 307   | 361   |

График промене броја становника у току последњих година